# Astragalus polybotrys
Astragalus polybotrys är en ärtväxtart som beskrevs av Pierre Edmond Boissier. Astragalus polybotrys ingår i släktet vedlar, och familjen ärtväxter. Inga underarter finns listade i Catalogue of Life.